# Perszész (Hélios fia)
A görög mitológiában Perszész (/ˈpɜːrsiz/; ógörögül: Πέρσης, latinul: Pérsēs, jelentése: „pusztító”) Aiétész, Aloiosz, Kirké és Pasziphaé testvére, így Héliosz, a napisten és Perszé, az Ókeánisz nimfa fia.

## Etimológia
Neve az ógörög perthō (πέρθω – „feldúlni”, „rombolni”, „pusztítani”) szóból származik.

## Mitológia
Perszész testvérét, Aiétészt egy jóslat figyelmeztette arra, hogy nagy veszély fenyegeti, ha valaha is eltávolítják az aranygyapjút Kolkhiszból. Amikor Médeia segített Iaszónnak ellopni az aranygyapjút, Perszész elfoglalta Kolkhisz trónját a testvérétől, de később Médeia, az unokahúga megölte, és visszaállította apját, Aiétészt a trónra, ahogyan egy jóslat is megjövendölte, hogy Perszész saját rokona által fog elpusztulni.
Egy történet szerint, miután Perszész átvette a hatalmat, Médeia fia, akit Aigeusztól vagy Iaszóntól született, Medosz néven érkezett Kolkhiszba, de hamis személyazonossággal azonnal bebörtönözték. Nem sokkal később éhínség tört ki. Médeia is megérkezett Kolkhiszba, és Artemisz papnőjének kiadva magát, akaratlanul is elárulta fia valódi kilétét Perszésznek. Médeia azzal az ürüggyel, hogy csak beszélni akar vele, titokban egy kardot adott Medosznak, és elmagyarázta neki, mi történt a nagyapjával, Aiétésszel. Medosz ezután megölte Perszészt.
Bár Perszész különbözik a Titántól, akit Hekaté, a boszorkányság istennőjének apjaként ismernek, Diodórosz Szikulosz Bibliotheca historica című művében ezt a Perszészt nevezi Hekaté apjának egy ismeretlen anyától; testvére, Aiétész pedig Hekatét vette feleségül, és Médeia, valamint Kirké az ő gyermekeik voltak. Diodórosz leírása szerint Perszész „rendkívül kegyetlen” és „törvénytipró” volt.